# Concattedrale di Soria
La concattedrale di San Pietro (in spagnolo: Concatedral de San Pedro de Soria) si trova a Soria, in Spagna, ed è la cattedrale della diocesi di Osma-Soria.

## Storia
La chiesa primitiva potrebbe aver avuto origine negli anni in cui Alfonso il Battagliero iniziò il ripopolamento di Soria (1109-1114). Alcuni testi fanno risalire la prima chiesa oltre 800 anni prima della sua ricostruzione nel 1575, cioè nel 770, in epoca mozarabica.
Nel 1152 il vescovo di Osma, don Juan, donò la chiesa ai canoni della regola di sant'Agostino. I canonici vi costituirono una comunità monastica e decisero di demolire la vecchia chiesa e di costruirne una nuova.
La chiesa degli agostiniani fu realizzata in stile romanico nella seconda metà del XII secolo. Era a tre navate e aveva un transetto di 35 metri, essendo la più grande chiesa di Soria e anche della regione. La chiesa crollò nel 1543.
Immediatamente l'opera di ricostruzione ebbe inizio. La nuova collegiata fu completata nel 1575. La chiesa rinascimentale fu costruita con una larghezza pari alla lunghezza della crociera precedente, in modo che le pareti laterali dovettero essere spostate sette metri verso l'esterno.